# Fortim de Maquela do Zombo
O Fortim de Maquela do Zombo é uma fortificação, atualmente em ruínas, localiza-se na província do Uíge, em Angola.